# Federal Dam
Federal Dam és una població dels Estats Units a l'estat de Minnesota. Segons el cens del 2000 tenia 101 habitants.

## Demografia
Segons el cens del 2000, Federal Dam tenia 101 habitants, 43 habitatges, i 23 famílies. La densitat de població era de 20,5 habitants per km².
Dels 43 habitatges en un 23,3% hi vivien nens de menys de 18 anys, en un 39,5% hi vivien parelles casades, en un 11,6% dones solteres, i en un 44,2% no eren unitats familiars. En el 41,9% dels habitatges hi vivien persones soles el 14% de les quals corresponia a persones de 65 anys o més que vivien soles. El nombre mitjà de persones vivint en cada habitatge era de 2,35 i el nombre mitjà de persones que vivien en cada família era de 3,29.
Per edats la població es repartia de la següent manera: un 35,6% tenia menys de 18 anys, un 5% entre 18 i 24, un 18,8% entre 25 i 44, un 20,8% de 45 a 60 i un 19,8% 65 anys o més.
L'edat mediana era de 40 anys. Per cada 100 dones de 18 o més anys hi havia 97 homes.
La renda mediana per habitatge era de 22.917 $ i la renda mediana per família de 27.188 $. Els homes tenien una renda mediana d'11.250 $ mentre que les dones 21.250 $. La renda per capita de la població era de 12.414 $. Entorn del 18,5% de les famílies i el 28% de la població estaven per davall del llindar de pobresa.

## Poblacions més properes
El següent diagrama mostra les poblacions més properes.